# Paolo Ricca Salerno
Paolo Ricca Salerno (San Fratello, 9 de septiembre de 1889 - Acquedolci, 18 de julio de 1951) fue un economista y académico italiano.

## Biografía
Nació en San Fratello, hijo del economista Giuseppe Ricca Salerno y Maria Costa. Licenciado en Derecho por la Universidad de Palermo, donde fue discípulo de Augusto Graziani.
Fue profesor de Finanzas en la Facultad de Derecho de la Universidad de Messina y, más tarde, en la Facultad de Economía y Comercio de la Universidad de Palermo, de la que también fue decano.
Ocupó numerosos cargos públicos y fue miembro de la junta directiva del Banco di Sicilia y miembro de la comisión preparatoria del proyecto de Estatuto de la Región de Sicilia en 1945.
Dedicó toda su vida a los estudios de economía financiera.
Paolo Ricca Salerno está enterrado en el cementerio de Acquedolci

## Obras
Los costos asociados a la actual organización de la empresa, Palermo, 1927
Estudios sobre la teoría de los impuestos, Palermo, 1928
Ahorro en el sistema tributario, Palermo, 1928
Las finanzas como problema de la ciencia, Messina, 1932
Contribución a la teoría económica de las finanzas, Milán, 1936
La tradición italiana y las tareas de hoy en la ciencia de las finanzas, Padua 1939